# Ichigaya

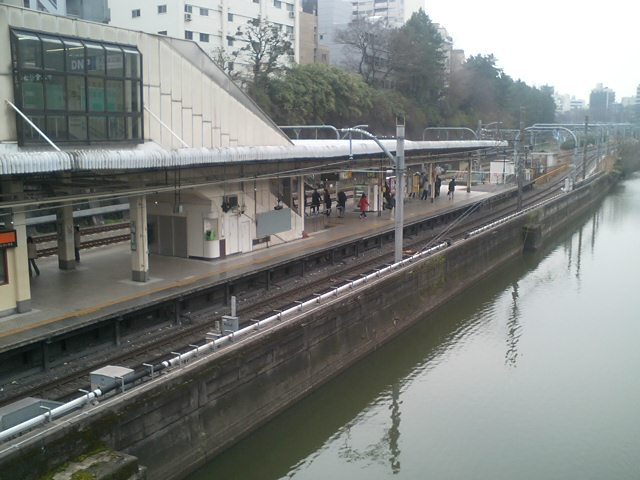
Estación de trenes en Ichigaya

Ichigaya (市谷) es un vecindario de Tokio, Japón. Shinjuku posee varios lugares con Ichigaya como parte de su nombre. La estación de Ichigaya (市ケ谷駅) une a Shinjuku y Chiyoda, lo cual provee un transporte rápido entre ambos lugares.
La Armada Imperial Japonesa tuvo su cuartel general en Ichigaya Heights; tras la Segunda Guerra Mundial, el edificio se convirtió en los cuarteles de la defensa interna del país. Allí es donde el autor Yukio Mishima se suicidó en 1970.

## Lugares en Ichigaya
- Universidad de Chuo
- Agencia de Defensa de Japón
- Universidad de Sophia, Campus de Ichigaya